# Colónia (biologia)
Em biologia, colónia (português europeu) ou colônia (português brasileiro) é uma relação ecológica harmônica intraespecífica , em que um grupo de organismos da mesma espécie formam uma entidade diferente dos organismos individuais e todos levam vantagem. Por vezes, alguns destes indivíduos especializam-se em determinadas funções necessárias à colónia.
Na colônia, os organismos encontram-se unidos fisicamente, constituindo um conjunto coeso, podendo ou não ocorrer divisão de trabalho entre eles. Há colônias móveis, como as caravelas e várias espécies de algas, como as Volvox (as quais, tecnicamente, formam cenóbios, um tipo especial de colônia). Há também colônias fixas como as de recifes de corais.
Um recife de coral, por exemplo, é construído por milhões de pequenos animais (pólipos) que secretam à sua volta um esqueleto rígido. A caravela-portuguesa (Physalia) é formada por centenas de pólipos seguros a um flutuador, especializados nas diferentes funções, como a alimentação e a defesa; cada um deles não sobrevive isolado da colônia.
As bactérias e outros organismos unicelulares também se agrupam muitas vezes dentro dum invólucro mucoso.
Espécies como abelhas não são colônias pois não estão juntas. Por isso se caracterizam como uma sociedade.